# Rutylapa kinabaluensis
Rutylapa kinabaluensis är en tvåvingeart som först beskrevs av Edwards 1933.  Rutylapa kinabaluensis ingår i släktet Rutylapa och familjen platthornsmyggor. Inga underarter finns listade i Catalogue of Life.